# Trichocera ocellata
Trichocera ocellata är en tvåvingeart som beskrevs av Walker 1856. Trichocera ocellata ingår i släktet Trichocera och familjen vintermyggor. Inga underarter finns listade i Catalogue of Life.